# Óscar Pleitez
Óscar Enrique Pleitez Mira (ur. 6 lutego 1993 w Metapán) – salwadorski piłkarz występujący na pozycji bramkarza, od 2013 roku zawodnik Isidro Metapán.